# Italaman
Italaman là một chi nhện trong họ Anyphaenidae.